# هنري فيغيروا
هنري فيغيروا (بالإسبانية: Henry Figueroa Alonzo)‏ (28 ديسمبر 1992 في هندوراس - ) هو مدرب كرة قدم ولاعب كرة قدم هندوراسي في مركز الدفاع. شارك مع منتخب هندوراس لكرة القدم. أما مع النوادي، فقد لعب مع نادي موتاجوا ‏.

## وصلات خارجية
- هنري فيغيروا على موقع الاتحاد الدولي (مؤرشف)  (الإنجليزية)
- هنري فيغيروا على موقع قاعدة بيانات كرة القدم.إي يو (الإنجليزية)
- هنري فيغيروا على موقع ناشيونال فوتبول تيمز (الإنجليزية)
- هنري فيغيروا على موقع Soccerway.com (الإنجليزية)
- هنري فيغيروا على موقع عالم كرة القدم.نت (الإنجليزية)